# جيريمي بال
جيريمي بال (بالإنجليزية: Jeremy Ball)‏ هو سياسي وممثل أسترالي، ولد في 1968، وتوفي في 16 سبتمبر 2014 بسبب حادث مرور.

## أعمال

### أفلام
- (1999) ذا ماتريكس[4][5][6]

## وصلات خارجية
- جيريمي بال على موقع IMDb (الإنجليزية)
- جيريمي بال على موقع ألو سيني (الفرنسية)
- جيريمي بال على موقع أول موفي (الإنجليزية)
- جيريمي بال على موقع قاعدة بيانات الأفلام السويدية (السويدية)
- جيريمي بال على موقع قاعدة بيانات الفيلم (الإنجليزية)
- جيريمي بال على موقع كينوبويسك (الروسية)